# Евстратий (Зоря)
Митрополит Евстратий (укр. Митрополит Євстратій, в миру Иван Владимирович Зоря укр. Іван Володимирович Зоря; род. 21 октября 1977, Черкассы) — епископ Православной церкви Украины (с 2019), митрополит Белоцерковский (с 2023).
Ранее — епископ Украинской православной церкви Киевского патриархата, глава Информационного управления Киевской патриархии (с 2008), секретарь Священного Синода УПЦ КП (с 2010).

## Биография
Родился 21 октября 1977 в городе Черкассы в украинской семье.
С 1992 по 1996 годы — иподиакон епископа Черкасского и Чигиринского Нестора (Кулиша) в юрисдикции Украинской православной церкви Киевского патриархата (УПЦ КП).
После завершения учёбы в средней школе в 1994 году поступил в Киевскую духовную семинарию (УПЦ КП), которую окончил в 1997 году по первому разряду. В том же году поступил в Киевскую духовную академию (УПЦ КП).
В 1997 году согласно прошению зачислен послушником в Михайловский Златоверхий монастырь в Киеве. С 1997 по 1998 годы — иподиакон главы УПЦ КП Филарета (Денисенко).
12 апреля 1998 года по благословению Филарета (Денисенко) в трапезном храме апостола и евангелиста Иоанна Богослова Михайловского монастыря игуменом Димитрием (Рудюком) пострижен в монашество с именем Евстратий в честь преподобномученика Евстратия Киево-Печерского. 16 апреля 1998 года в Владимирском кафедральном соборе в Киеве Патриархом Филаретом (Денисенко) рукоположен во иеродиакона. 4 июня 2000 года в том же храме тем же иерархом рукоположен во иеромонаха. Назначен штатным священником Михайловского Златоверхого собора.
После завершения учёбы в 2001 году защитил диссертацию и тему «Украинский экзархат РПЦ (1944—1966 гг.)» и получил степень кандидата богословия. В 2001 году становится преподавателем КДАиС (с 2006 года — Киевской православной богословской академии).
1 ноября 2002 года указом Филарета (Денисенко) назначен пресс-секретарем Киевской Патриархии. 28 апреля 2003 возведён в сан игумена. С декабря 2003 года — участник совещания представителей христианских церквей Украины. С марта 2005 года — член Секретариата Всеукраинского Совета Церквей и религиозных организаций от Киевского патриархата. С октября 2005 года — член редколлегии газеты «Голос Православия». 4 февраля 2007 года был возведён в сан архимандрита.
13 мая 2008 Священным синодом избран епископом Васильковского, викария Киевской епархии, с назначением главой информационно-издательского управления Киевской патриархии.
24 мая 2008 года в Михайловском Златоверхом монастыре состоялось наречён во епископа Васильковского, которое совершили: Патриарх УПЦ КП Филарет (Денисенко), архиепископ Кировоградский и Голованевский Серафим (Верзун), архиепископ Белоцерковский Александр (Решетняк), архиепископ Переяслав-Хмельницкий Димитрий (Рудюк), епископ Черкасский и Чигиринский Иоанн (Яременко), епископ Тернопольский и Бучацкий Нестор (Пысык), епископ Полтавский и Кременчугский Феодор (Бубнюк), епископ Черниговский и Нежинский Иларион (Процик) и епископ Феодосий (Пайкуш). На следующий день тем же иерархами был рукоположен во епископа.
На заседании Священного синода УПЦ КП, прошедшем 27 июля 2010 года, епископ Евстратий был назначен на должность секретаря Синода (без постоянного членства в Синоде).
С 13 мая 2011 года — епископ Богуславский, викарий Киевской епархии.
23 января 2012 года возведён в сан архиепископа и назначен управляющим Черниговской епархией УПЦ КП.
28 июня 2013 года, в связи с изменениями в Уставе об управлении УПЦ КП, стал постоянным членом Священного Синода по должности.
15 декабря 2018 года вместе с другими архиереями УПЦ КП принял участие в объединительном соборе в храме Святой Софии.
5 февраля 2019 года указом митрополита Киевского и всея Украины Епифаний (Думенко) включён в состав первого Священного синода Православной церкви Украины.
6 марта 2019 года решением Митрополита Киевского Епифания был назначен заместителем главы Управления внешних церковных связей Православной церкви Украины.
12 марта 2021 года вместе с предстоятелем ПЦУ митрополитом Епифанием встретился с американским дипломатом Куртом Волкером.
21 марта 2021 года, вместе с иерархами Константинопольского и Александрийского патриархатов, принял участие в хиротонии новоизбранного митрополита Саранта-Экклисийского Андрея (Софианопулоса), которую возглавил Патриарх Константинопольский Варфоломей (Арходонис). 13 апреля того же года Священный Синод Русской Православной Церкви выразил сожаление в связи с участием в архиерейской хиротонии «лица, не имеющего канонического рукоположения», и отметил, что «этим событием углубляется раскол в православном мире, причиненный действиями Патриарха Константинопольского Варфоломея».
25 июня 2020 года обвинил бывшего главу УПЦ КП Филарета (Денисенко) в распространении лживой информации, которая создает негативное мнение о ПЦУ. 22 августа 2020 года Шевченковский районный суд Киева уведомил пресс-секретаря ПЦУ Евстратия (Зорю) о гражданском иске о защите чести и достоинства, поданном против него Филаретом (Денисенко).
2 февраля 2023 года был назначен правящим архиереем вновь образованной Белоцерковской епархии. Также митрополит Епифаний возвел Евстратия в сан митрополита.